# Syndrome d'immunodéficience acquise
Sida
« Sida » redirige ici. Pour les autres significations, voir Sida (homonymie).
Cet article concerne le syndrome chez l'humain. Pour le virus associé, voir Virus de l'immunodéficience humaine. Pour le sida chez d'autres mammifères, voir Lentivirus.
 Mise en garde médicale
Le syndrome d'immunodéficience acquise, plus connu sous son acronyme SIDA (également écrit sida), est un ensemble de symptômes consécutifs à la destruction de cellules du système immunitaire par le virus de l'immunodéficience humaine (VIH),. Le SIDA est le dernier stade de l'infection au VIH, lorsque l'immunodépression est sévère. Il conduit à la mort par suite des maladies opportunistes auxquelles il donne lieu. Un patient atteint du sida est appelé « sidéen », terme qui a progressivement remplacé le terme plus ancien « sidatique »,.
Trois modes de transmission du VIH ont été observés :
- par voie sexuelle, ce qui représente le moyen de contagion principal ;
- par voie sanguine ; sont spécialement concernés les utilisateurs de drogues injectables et les professionnels de la santé (jusqu'à la fin des années 1980, les transfusés, notamment les hémophiles, ont été particulièrement exposés, comme l'a montré l'affaire du sang contaminé) ;
- de la mère à l'enfant, phénomène qui peut se produire : a) in utero, dans les dernières semaines de la grossesse ; b) au moment de l'accouchement ; c) au cours de l'allaitement.

Une pandémie s'est développée à partir de la fin des années 1970, faisant de cette maladie un problème sanitaire mondial. La prévention, telle que l'usage du préservatif dans les rapports sexuels, constitue de loin la meilleure solution, puisqu'il n'existe actuellement aucun vaccin permettant de se protéger du VIH, et que les traitements antiviraux disponibles n'entraînent pas de guérison. Ces traitements, bien qu'ayant une certaine efficacité, ne peuvent que stopper la prolifération du virus au sein de l'organisme mais non l'éradiquer. De plus ces thérapies, coûteuses, ne sont facilement accessibles que dans les pays développés qui peuvent en assurer la charge financière ; dans les pays en développement, plus de 95 % des patients ne bénéficient aujourd'hui d'aucun traitement efficace. Pour cette raison, l'ONU, avec son programme ONUSIDA, a fait de la lutte contre le sida l'une de ses priorités.

## Modes de transmission
Les trois modes de transmission du VIH ont chacun leurs particularités : par voie sexuelle, par voie sanguine et durant la grossesse et l'allaitement.
- Voie sexuelle : la plupart des infections par le VIH ont été ou sont encore acquises à l'occasion de rapports sexuels non protégés. La transmission sexuelle se fait par contact entre les sécrétions sexuelles (ou du sang contaminé par le virus) et les muqueuses génitales, rectales ou buccales. La probabilité de transmission varie entre 0,005 % et 0,5 % par acte sexuel avec une personne infectée selon le type de rapport sexuel[6]. Le meilleur moyen de protection contre le VIH dans ce mode de transmission est le préservatif. De la synthèse de plusieurs études sur le sujet, il ressort que l'usage du préservatif lors de chaque rapport et de manière correcte fait baisser le risque d'infection de 85 %[7].
- Voie sanguine : le mode de contamination par voie sanguine concerne tout particulièrement les usagers de drogues injectables, les hémophiles et les transfusés. Les professionnels de santé (soins infirmiers, laboratoires) sont aussi concernés, bien que plus rarement. Il ne faut pas négliger les risques de contamination lors des modifications corporelles telles que le piercing et le tatouage, si le protocole d'hygiène n'est pas respecté. La probabilité de transmission varie entre 0,67 % pour le partage de seringue avec un toxicomane séropositif au VIH et 90 % pour la transfusion sanguine avec du sang contaminé[6].
- Grossesse et allaitement : la transmission mère-enfant du virus peut survenir in utero dans les dernières semaines de la grossesse, au moment de l'accouchement, et lors de l'allaitement[8]. À noter une tendance à la fausse séropositivité au VIH chez les multipares[9]. En l'absence de traitement, le taux de transmission de la mère au fœtus avoisine les 20 %. L'allaitement présente aussi un risque supplémentaire de contamination du bébé, de l'ordre de 5 %, ce qui explique qu'il soit déconseillé en cas d'infection de la mère. Cependant trois études, l'une menée par P. J. Illif et al. au Zimbabwe[10], l'autre par H. Coovadia en Afrique du Sud[11], la dernière par M. Sinkala et al. en Zambie[12], montrent que l'allaitement exclusif précoce réduit le risque global de transmission postnatale à 4 % et accroît la survie des enfants. Actuellement les traitements disponibles alliés à une césarienne programmée ont réduit ce taux à 1 %[13]. Les résultats sont moins évidents dans les pays en voie de développement[14],[15], le risque de transmission postnatale diminuant grâce à l'utilisation de la Névirapine jusqu'à 13 % selon HIVNET012, 18 % selon Quaghebeur et al.

## Infection
Le VIH désorganise le système immunitaire en infectant les lymphocytes T CD4+. Ces cellules sont en effet les « coordinatrices » de la réponse immunitaire : elles jouent un rôle tout à fait central. La mort des cellules infectées est consécutive au détournement de la machinerie des lymphocytes, qui ne peuvent plus fabriquer leurs propres molécules, ainsi qu'à la destruction de l'intégrité membranaire au moment de la sortie des virus néoformés. Par ailleurs, les cellules infectées exposent à leur surface membranaire des protéines virales (complexe Env). Ces protéines sont reconnues par des cellules immunitaires saines et s'accolent au lymphocyte infecté. S'ensuit un processus de « baiser de la mort » (kiss of death) par lequel la cellule saine est détruite par activation de la voie de l'apoptose. Dans ce sens, Luc Montagnier rappelait lors d'un colloque tenu à Bruxelles en décembre 2003 : « La mort massive des lymphocytes T4 n'est pas due à l'infection directe des cellules par la souche virale, qui est alors peu cytopathogène, mais à des mécanismes indirects touchant les cellules CD4+ non infectées. Un des médiateurs de cette apoptose est l'existence d'un fort stress oxydant caractérisé par une prévalence de molécules oxydantes (radicaux libres) sur les défenses antioxydantes de l'organisme. »
En l'absence de traitement, la quasi-totalité des patients infectés par le VIH évolue vers le sida, phase ultime de la maladie. La durée d'évolution vers le sida a semblé être de deux ou trois ans au début de la pandémie, mais est plutôt de l'ordre de dix ans, ainsi que l'ont montré des études faites en Ouganda. Les raisons de la latence de l'apparition de la maladie demeurent inexpliquées de façon satisfaisante.
Un certain nombre de patients ne développent pas le sida, même sans traitement : ce sont les asymptomatiques à long terme dont un sous-groupe est composé de contrôleurs du VIH (estimés à 1 % des séropositifs) ; leur dénombrement – rendu plus difficile depuis le développement des antirétroviraux – a pu faire l'objet de contestation.
Pour décrire la progression de l'infection par le VIH, il existe deux classifications, fondées sur les manifestations cliniques et les anomalies biologiques avec CD4<200/mm3.

### Classification en stades cliniques proposée par l'OMS

#### Stade clinique 1
- Patient asymptomatique.
- Adénopathies persistantes généralisées accompagnées de fièvre.

#### Stade clinique 2
- Perte de poids inférieure à 10 % du poids corporel.
- Manifestations cutanéomuqueuses mineures (dermite séborrhéique, ulcérations buccales récurrentes).
- Zona au cours des cinq dernières années.
- Infections récidivantes des voies respiratoires supérieures.

#### Stade clinique 3
- Perte de poids supérieure à 10 % du poids corporel.
- Diarrhée chronique inexpliquée pendant plus d'un mois.
- Fièvre prolongée inexpliquée pendant plus d'un mois.
- Candidose buccale (muguet).
- Leucoplasie chevelue buccale.
- Tuberculose pulmonaire dans l'année précédente.
- Infections bactériennes sévères (pneumopathies par exemple).

#### Stade clinique 4
- Pneumocystose.
- Toxoplasmose cérébrale.
- Maladie de Kaposi.
- Lymphome.
- Mycobactériose atypique généralisée, et plus généralement toute affection grave apparaissant chez un patient infecté par le VIH, ayant une baisse importante de son immunité (taux de CD4 inférieur à 200/mm3).

### Classification CDC de l'ensemble des infections liées au VIH
Cette classification des Centres pour le contrôle et la prévention des maladies (CDC) est hiérarchique et historique, c’est-à-dire qu’une fois que le patient a atteint une classe, il reste dans cette classe, que les signes cliniques aient disparu ou non. Autrement dit un patient classé B ne pourra plus réintégrer la catégorie A, même si les signes cliniques de la classe B ont disparu.

#### Catégorie A
- Séropositivité aux anticorps du VIH en l'absence de symptômes (avant 1993, la séropositivité au VIH asymptomatique n'entrait pas dans la classification « sida »).
- Lymphadénopathie généralisée persistante.
- Primo-infection asymptomatique.

#### Catégorie B
- Manifestations cliniques chez un patient infecté par le VIH, ne faisant pas partie de la catégorie C et qui répondent au moins à l'une des conditions suivantes :
  - Elles sont liées au VIH ou indicatives d'un déficit immunitaire.
  - Elles ont une évolution clinique ou une prise en charge thérapeutique compliquée par l'infection VIH. (Cette catégorie correspond aux stades cliniques 2 et 3 de l'OMS.)

#### Catégorie C (sida)
- Cette catégorie correspond à la définition du sida chez l'adulte. Les critères cliniques sont les mêmes que le stade clinique 4 de l'OMS.

### Épidémiologie

Cas de Sida et décès dans le monde (échelle en milliers).

Depuis l'année 2002, le sida est considéré comme une pandémie mondiale. Les dernières estimations fournies par le rapport ONUSIDA 2007 portent à 33,2 millions le nombre de personnes séropositives au VIH dans le monde ; à 2,5 millions le nombre de personnes nouvellement séropositives au VIH en 2007 ; et à 2,1 millions le nombre de personnes mortes du sida en 2007. Ce qui permet d'estimer à plus de 25 millions le nombre de morts depuis le début de la maladie en 1981. L'organisation note une stabilisation du taux d'infection (c'est-à-dire du nombre de personnes infectées par rapport à la population globale), ce qui amène à penser que le pic de l'épidémie a été atteint et que celle-ci se stabilise. Cependant, le nombre de personnes infectées a augmenté, en raison de l'augmentation de la population et de l'accès aux trithérapies (qui retarde les décès).
Ces estimations sont obtenues grâce à l’Epimodel utilisé par l'ONUSIDA. L'évolution de la prévalence de la séropositivité au VIH est alors obtenue par modélisation utilisant plusieurs paramètres démographiques et médicaux déterminés sur des échantillons de la population, en particulier les études antenatales.
Cependant, les chiffres de cette pandémie ne sont que des chiffres officiels, car certains États sont trop pauvres pour pouvoir avancer avec certitude un chiffre exact à un niveau national, surtout en Afrique. Par exemple, la Somalie, État qui n'existe plus, en proie à une guerre civile depuis 1989, est dans l'impossibilité de pouvoir engager une enquête sanitaire à grande échelle pour connaître le nombre exact de malades ; autre exemple, le Sud-Soudan, nouvellement indépendant, qui sort de 30 ans de guerre civile, n'a pas les moyens d'établir des statistiques à grande échelle, et tout au plus, donne des estimations basses. À ces chiffres, il faut ajouter des populations aux modes de vie traditionnels qui vivent dans une économie de subsistance, qui, la plupart du temps, ne se font pas soigner ou optent pour une médecine « traditionnelle » inefficace et où le poids des traditions, coutumes et croyances est lourd. Souvent le sida n'est pas diagnostiqué. Ainsi de nombreux malades meurent du sida sans le savoir.
La Chine offre un autre exemple : depuis des années, de nombreuses ONG dénoncent les chiffres discutables donnés par l'État chinois. Il semblerait que, pour des raisons politiques sensibles, l'État chinois donne des chiffres éloignés de la réalité. Par exemple, un scandale a éclaté dans les années 2000 car, lors de campagnes de vaccinations, les seringues n'étaient pas changées, d'où un nombre important de contaminations au VIH. De nos jours encore, l'ampleur de ce désastre est méconnu et l'État chinois n'avance aucun chiffre, seules quelques ONG peuvent avancer des estimations basses. Pour d'autres pays, il y a aussi le poids de la religion : un État comme l'Arabie saoudite, par exemple, communique peu, le sida étant considéré comme une honte dans ce pays. Souvent, les causes des décès sont cachées et on parle le plus souvent de tuberculose, alors que la raison de la mort est le sida. Régulièrement, l'OMS communique que la pandémie du sida se stabilise. Mais dans les faits, rien ne permet de dire si c'est vraiment le cas, car derrière la pandémie se cachent de nombreux tabous, tout comme des enjeux politiques importants, ce qui explique la prévalence de la raison d'État (la Chine en est un parfait exemple). Parler de la stabilisation de la pandémie du sida est aléatoire, mais le sida reste une pandémie, ce qui explique que l'OMS reste vigilante. Ce qui est certain, c’est que les chiffres de la pandémie restent très élevés et qu'elle a toujours un impact majeur, surtout en Afrique. Sans doute, l'ampleur de la pandémie est-elle sous-estimée, tout comme les chiffres peuvent aussi correspondre à la réalité. Dans le monde, l'Union sud-africaine semble être l'un des rares pays où le sida fait des ravages à communiquer en toute transparence des chiffres et des données qui correspondent à la réalité. Dans ce pays, le système de santé est performant, et de plus, il y a de nombreux hôpitaux, contrairement à d'autres pays africains qui en sont dépourvus, par exemple l'Éthiopie, pays très pauvre, qui malgré sa bonne volonté a du mal à donner des chiffres exacts sur l'impact du sida, en ce pays de plus de 80 millions d'habitants.
L'épidémie s'étend en Asie rapidement (plus d'un million de personnes ont été nouvellement contaminées dans cette région) et poursuit son expansion en Europe orientale. En s'étendant aux pays les plus peuplés du monde, elle peut avoir des conséquences potentiellement catastrophiques. Alors que dans les premières années elle touchait principalement les consommateurs de drogues injectables, les hommes homosexuels et travailleurs sexuels ainsi que leurs partenaires, ce n'est plus le cas aujourd'hui où la majorité des contaminations sont hétérosexuelles.
Dans les pays occidentaux, la prévalence de la séropositivité au VIH a quelque peu diminué, grâce aux campagnes de sensibilisation, ainsi que dans les pays d'Afrique centrale. Par exemple, en Ouganda, elle est passée de 30 % en 1995 à 5 % en 2003. Néanmoins, parmi certaines parties de la population telles que les jeunes homosexuels, le taux d'infection montre de légers signes d'un possible retour à la hausse. Cela constitue un problème majeur pour les professionnels de la santé publique. Le sida demeure également extrêmement problématique en ce qui concerne les travailleurs du sexe et les toxicomanes. Le taux de décès a considérablement chuté, à la suite de l'utilisation des trithérapies qui se sont avérées très efficaces, sans toutefois jamais arriver à le guérir (selon le rapport 2004 d'ONUSIDA, il y a en 2003 environ 580 000 personnes séropositives au VIH en Europe de l'Ouest).
Selon l'UNICEF, 530 000 enfants de moins de 15 ans ont été infectés par le VIH en 2006, essentiellement par transmission mère-enfant, malgré les progrès faits en Afrique, notamment dans le Sud et l'Est dans la prévention de ce type de transmission. 50 % des bébés infectés mourront avant d'avoir deux ans s'ils ne sont pas traités. Le nombre de femmes infectées est plus élevé que celui des hommes. En Afrique, les antirétroviraux (ARV) manquent toujours : 9 % des femmes enceintes séropositives au VIH en ont reçu en 2005 dans les pays pauvres ou moyennement riches, pour empêcher la transmission du VIH au bébé, contre 3 % en 2003.
Toutefois, dans les pays en développement (surtout en Afrique sub-saharienne), les conditions économiques et le manque de campagnes de sensibilisation ont contribué à maintenir des taux d'infection élevés. Certains pays d'Afrique comptent actuellement jusqu'à 25 % de leur population active séropositive au VIH.
Si ces populations atteignaient effectivement le stade sida, elles deviendraient inaptes au travail et nécessiteraient des soins médicaux intensifs. De telles situations pourraient, à l'avenir, provoquer dans la région l'effondrement de certaines sociétés, la chute de gouvernements, augmentant d'autant plus la détresse de ces pays.
Pendant des années, nombre de ces gouvernements ont nié l'existence de ce problème, et commencent seulement à rechercher des solutions. Le manque de soins médicaux adéquats, l'ignorance vis-à-vis de la maladie et de ses causes, ainsi que le manque de moyens financiers pour éduquer et soigner sont actuellement les principales causes de décès par le sida dans les pays en développement.
Pour l'essentiel, la rapidité de diffusion du VIH dans ces pays est due aux coinfections VIH et virus de l'Herpès (HSV). Ce dernier favorise, lors des rapports sexuels, la transmission du VIH, en particulier la transmission hétérosexuelle en rendant les muqueuses génitales davantage perméables aux virus.
En 2004 la mortalité globale en Afrique du Sud, par exemple, était de 567 000 personnes par an dont 13 590 personnes décédées des suites du HIV, soit 2,39 % des décès et la 21e cause de mortalité par effectifs, pour une population de 46,6 millions à la même date.
En France, les statistiques de 2010 dénombrent 7 000 à 8 000 nouvelles contaminations par an. Dans 40 à 50 % des cas, le virus est contracté dans le cadre de relations sexuelles homme-homme (HSH), témoignant de ce que l'épidémie n'est pas encore contrôlée dans cette population (le nombre de nouveaux diagnostics chez les HSH a augmenté par paliers, puis s’est stabilisé depuis 2010 autour de 2 400 cas). Font suite par ordre d'incidence, les personnes d'origine d'Afrique subsaharienne et les usagers de drogues par voie intraveineuse. Le taux d’incidence est estimé à 39 pour 100 000 en Île-de-France et à 11 pour 100 000 pour le reste de la Métropole. La majorité des découvertes de séropositivité en 2011 (72 %) correspondent à des personnes de 25 à 49 ans.

## Diagnostic
En 2009 en France, il était estimé qu'un tiers des séropositifs ne connaissaient pas leur statut sérologique. Il n'y a pas de dépistage obligatoire, si ce n'est lors d'un don de sang, de sperme ou d'organe, ainsi que lors d'une fécondation in vitro. Il est proposé lors des tests à passer avant la grossesse. Chacun est libre de se poser la question de son propre statut sérologique vis-à-vis du VIH et de subir un test de dépistage.
Souvent la primo-infection est silencieuse et l'infection par le VIH passe inaperçue jusqu'à ce que le sida apparaisse ou qu'un test de séropositivité soit effectué.

### Signes cliniques

Symptômes principaux du sida.

Les signes cliniques de l'infection par le VIH varient selon le stade de la maladie. Dans son livre Des Virus et des Hommes, le professeur Luc Montagnier indique que cette maladie n'a aucun symptôme spécifique constant.
Les symptômes de la primo-infection sont peu spécifiques. Ils apparaissent entre une et six semaines après la contamination, sous forme d'un syndrome pseudogrippal, ou mononucléosique. La fièvre est quasi constante, accompagnée de céphalées, de myalgies, d'asthénie. Les signes cutanéomuqueux associés sont une angine érythémateuse ou pseudomembraneuse comme dans la mononucléose infectieuse, et une éruption cutanée maculopapuleuse à type d'exanthème roséoliforme touchant essentiellement le tronc et la face. Peuvent s'y associer des ulcérations cutanéomuqueuses superficielles, surtout génitales et buccales.
Dans plus de la moitié des cas, apparaissent au cours de la deuxième semaine des adénopathies multiples, cervicales, axillaires et inguinales. Des manifestations digestives à type de diarrhée avec douleurs abdominales sont présentes dans un tiers des cas. La durée d'évolution d'une primo-infection est en moyenne de deux semaines. En l'absence de dépistage précoce et donc de traitement, tant prophylactique que curatif, de nombreux patients découvrent leur séropositivité au VIH au stade sida, à l'occasion de l'apparition d'une maladie opportuniste. La liste en est longue : atteintes pulmonaires (pneumocystose, tuberculose, pneumopathie interstitielle lymphoïde, lymphome), digestives (diarrhée, cryptosporidiose), neurologiques (toxoplasmose cérébrale, démence à VIH, méningites), dermatologiques (sarcome de Kaposi, dermite séborrhéique), oculaires (rétinite à cytomégalovirus qui peut entraîner une cécité).

### Tests de dépistage de l'infection
Le diagnostic de l'infection par le VIH fait appel à la détection dans le sang des patients des anticorps dirigés contre le VIH. C'est la recherche de séropositivité au VIH, qui est un signe de l'infection ; mais l’absence de séropositivité au VIH ne veut pas dire qu'il n'y a pas eu une contamination (ce qui peut être le cas au tout début de l'infection).
La législation française actuelle exige l'utilisation de deux trousses sérologiques différentes lors du test de dépistage, car le test Elisa, s'il présente une sensibilité de 99,9 % (c'est-à-dire qu'il ne passera pas à côté d'une personne infectée), peut donner des résultats faussement positifs, en particulier lors de grossesses multipares, lors de maladie grippale, chez les porteurs de facteur rhumatoïde, etc. Deux tests différents sont donc réalisés issus de deux laboratoires différents. Ces tests sont des tests à limite, c'est-à-dire que la séropositivité au VIH est déclarée si le taux d'anticorps dépasse une certaine valeur fixée par le fabricant du test.
Afin d'éliminer le risque de résultat faussement positif, la séropositivité au VIH sera confirmée par un second prélèvement pour confirmation par un Western blot (immunoblot). Le malade est considéré comme séropositif au VIH si des anticorps dirigés contre les protéines constitutives du virus et contre les protéines internes du virus sont observés.
De nouveaux tests de dépistage permettent d'identifier des patients porteurs de l'antigène p. 24. En effet, en cas de prélèvement trop précoce, l'organisme n'a pas fabriqué d'anticorps en quantité détectable, et la recherche de l'Ag p. 24 ou la mesure de l'ARN-VIH plasmatique permettent un diagnostic plus précoce mais qui doit toujours être confirmé par un second prélèvement.
Il est également à noter que les tests de séropositivité au VIH dans les pays en voie de développement se réduisent le plus souvent à un seul test Elisa effectué auprès des femmes enceintes, qui constituent les populations les plus faciles à dépister à l'hôpital.
Une étude a montré que des souris alloimmunes peuvent produire les antigènes GP120 et p. 24 créés lors d'une infection par le VIH, bien qu'elles n'aient pas été exposées au VIH. Chez l'être humain, les antigènes GP120, p. 24 et p. 17 dans certains tissus placentaires spécifiques (chronic villitis) de femmes à termes non infectées ont été retrouvés.
Les tests de dépistage (Elisa) peuvent se révéler faussement positifs chez les personnes atteintes de lupus (ainsi que d'autres maladie auto-immunes tel qu'il a été confirmé au congrès de Yokohama en 1994) mais cela ne se retrouve généralement pas pour les tests de confirmation (Western blot). Pendant les mois qui suivent une vaccination anti-grippale (deux à cinq mois), le dépistage peut également se révéler faussement positif dans certains cas, y compris pour les tests de confirmation.
Il existe plusieurs lieux concernant le dépistage. En France, les tests peuvent être réalisés dans les centres de dépistage anonyme et gratuit CDAG, dans les hôpitaux (centres de planification, centres de la Femme, etc.), dans les centres de santé universitaires (pour les étudiants) et dans les laboratoires de ville.
Depuis le 1er janvier 2022, il est possible d’effectuer un dépistage dans un laboratoire de ville sans avance de frais, sans ordonnance et sans rendez-vous.
Ce dispositif concerne tous les assurés sociaux et leurs ayants droit (dont les bénéficiaires de l’aide médicale d’État (AME).

### Mesure de l'ARN viral plasmatique
La quantification par PCR (Réaction en chaîne par polymérase) de l'ARN viral plasmatique est le test permettant de suivre l'intensité de la réplication virale dans l'organisme infecté et est appelé charge virale. Ce test, couplé à la mesure du taux de lymphocytes T CD4+, est utilisé pour suivre l'évolution virologique d'un patient avant ou après la mise sous traitement. Il ne peut être utilisé comme seul moyen de diagnostic.
On considère qu'une variation de la charge virale n'est significative qu'au-delà de 0,5 log, soit des variations d'un facteur (multiplication) de 3,6 environ à la hausse ou à la baisse. La charge virale est exprimée en copies par ml.

### Évolution de la charge virale et du système immunitaire

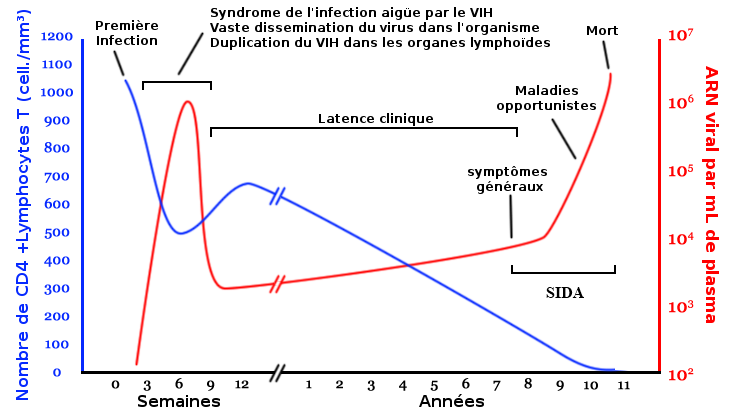
L'évolution du sida dans le temps.

Les valeurs temporelles de la phase de latence clinique (ou phase asymptomatique) ne sont qu'une moyenne. Cette phase peut en effet aussi bien durer 1 an que 16, selon l'individu.

## Traitements

### Le traitement systématique est recommandé
Il n'existe à l'heure actuelle pas de traitement permettant de guérir du sida, malgré l'existence de traitements comme les trithérapies antirétrovirales qui permettent de contenir l'action du virus avec plus ou moins d'efficacité ; de nombreux morts sont déplorés chaque jour en particulier dans les pays en développement où ces traitements sont difficilement accessibles en raison de leur coût. Des recherches continuent pour la mise au point d'un vaccin, mais les progrès dans ce domaine sont lents. La prévention est donc essentielle.
Les traitements n'étaient généralement pas prescrits au début de la séropositivité au VIH, car ils présentent des effets indésirables, ainsi qu'une certaine toxicité.
Depuis 2016, l'OMS recommande le Traitement Anti Rétroviral (TAR) à vie pour toute personne infectée par le VIH, sans exception (même les enfants pour femmes allaitantes), indépendamment du stade clinique de la maladie et de son niveau de CD4. D'autres sources également. L'OMS recommande également le dépistage immédiat des infections potentiellement mortelles comme la tuberculose et la méningite à cryptocoque en vue de leur prévention.
L'objectif premier d'un traitement anti-rétroviral est de maintenir le nombre de CD4 au-dessus de 500/mm³. Pour atteindre cet objectif, un traitement anti-rétroviral doit maintenir une charge virale plasmatique au-dessous de 50 copies/mL. Ceci a pour effet de réduire la morbidité du VIH, d'améliorer le profil de tolérance clinique et biologique ainsi que la qualité de vie.
Les principaux effets indésirables à court terme des multithérapies s'atténuent généralement rapidement : fatigue, maux de tête, troubles digestifs (nausées, diarrhées), fièvre ou plaques rouges sur la peau. Après plusieurs mois de traitement, une lipodystrophie (graisse disparaissant du visage pour aller sur le ventre pour les hommes et les cuisses pour les femmes), des dyslipidémies (augmentation du cholestérol et des triglycérides) ; ainsi qu'une perturbation du métabolisme glucidique (mauvaise assimilation du sucre) peuvent survenir. Certains de ces effets indésirables peuvent être atténués par une activité physique adaptée ou une adaptation des traitements médicamenteux.
Une fois le traitement commencé, il doit être poursuivi avec une très grande régularité (une mauvaise observance peut rendre le virus « résistant »). Les tentatives d'arrêt des traitements n'ont pour l'instant pas donné de résultats probants.
Au cours d'une grossesse, le risque de transmission de la mère à l'enfant est de 20 % à 40 %. Un traitement antirétroviral associé à la césarienne et à l'allaitement artificiel permet de réduire le risque de transmission à moins de 1 %. La durée courte du travail et le délai court de prise en charge après la rupture de la poche des eaux sont des facteurs de protection contre la transmission maternofœtale. Les dernières recommandations favorisant l'allaitement maternel complet jusqu'à l'âge de 9 mois au moins proviennent d'études très récentes qui montrent que celui-ci réduit le taux de transmission à 4 %,,.
L'espérance de vie actuelle sous traitement chez le sujet jeune infecté peut dépasser 35 ans.

### Guérison: trois cas dans le monde
En 2012, l'Américain Timothy Brown (surnommé le « patient de Berlin ») est le premier cas connu de guérison du VIH. Il aurait été soigné indirectement à la suite d'une greffe de moelle osseuse alors qu'il était atteint d'une leucémie en 2007.
En 2019, l'opération est reproduite sur une deuxième personne, qui a également connu une rémission durable du VIH-1. Le patient de Londres ainsi que le patient de Berlin ont subi des transplantations de cellules souches de donneurs porteur d'une mutation du gène CCR5 rendant inopérant un récepteur du VIH. La mutation du gène du CCR5 en question empêche le virus de pénétrer dans les cellules hôtes, ce qui rend les porteurs de cette mutation résistants au virus du sida. Cette mutation génétique n'est présente que chez 1 % de la population mondiale.
Le 20 février 2023, un troisième cas de guérison est annoncé au travers d'une publication dans Nature Medicine. Comme pour les deux cas précédents, le traitement a consisté en une greffe de moelle osseuse. Le patient, dénommé le « patient de Düsseldorf », a également guéri d'une leucémie.

### Vers une éradiction de l'épidémie, puis du virus
En 2016, l'OMS annonce une stratégie d’élargissement de l’accès au traitement ambitionnant de mettre fin à l’épidémie de sida d’ici à 2030,.
Début juillet 2019, des chercheurs américains parviennent à éliminer définitivement le virus chez des souris infectées, une première mondiale, même si la perspective d’une application chez l’homme n’est pas encore en vue. Cette prouesse repose sur une double approche novatrice : l’utilisation du système d’édition génétique CRISPR d’une part, et le recours à une technique appelée LASER ART, qui permet de libérer les médicaments plus lentement,,,.

### Un accès encore inégal aux traitements dans le monde
Le sida, qui a touché des populations riches, a fait l'objet d’investissements de recherche très important et de résultats remarquablement rapides (première trithérapie en 1995). Contrairement aux idées reçues, et grâce notamment à l’action des associations de patients et de certaines institutions, ONG, lobbys, etc., des traitements auparavant hors de prix sont devenus accessibles en Afrique, pour environ la moitié des malades, alors qu’en Europe et aux États-Unis, les prix des mêmes traitements sont restés stables. Sur ce sujet plus général du marché pharmaceutique des pandémies, l’action des gouvernements peut, elle aussi, être primordiale. Mais les grands laboratoires pharmaceutiques pratiquent parfois des marges bénéficiaires irrationnellement abusives, tout à fait déconnectées du coût réel de développement et de fabrication de ces médicaments.
Le 18 juillet 2018, l'instance ONUSIDA affiliée aux Nations unies a publié un rapport décrivant que 21,7 millions sur 36,9 millions des séropositifs dans le monde ont accès aux traitements, soit presque 3 séropositifs sur 5. Il s'agit de la proportion la plus élevée jamais atteinte. Le directeur exécutif de l'ONUSIDA, Michel Sidibé, a cependant rappelé l'insuffisance des financements qui pourrait conduire à des résultats moins bons dans le futur. Sidibé a signalé que de fortes disparités demeurent : certains pays inquiètent, comme le Nigeria, « qui représente à lui seul environ la moitié de toutes les nouvelles infections d'Afrique de l'Ouest » ou comme la Russie qui voit l'épidémie se généraliser au sein de sa population. Aussi, la lutte contre le virus chez les enfants est jugée insuffisante par le directeur exécutif malien de l'ONUSIDA, avec « plus de 50% des enfants qui n'ont pas accès aux traitements » et 110 000 décès constatés en 2017 parmi eux.

## Pronostic

Décès dus au VIH/SIDA pour un million d'habitants en 2012:
0
1–4
5–12
13–34
35–61
62–134
135–215
216–458
459–1,402
1,403–5,828

Le VIH/SIDA devient une maladie chronique plutôt qu’une maladie aiguë et mortelle dans de nombreuses régions du monde. Le pronostic varie selon les personnes, et à la fois le compte des CD4 et la charge virale s’avèrent utiles pour prévoir l’évolution. Sans traitement, la durée de survie moyenne après l’infection par le VIH est estimée à 9 à 11 ans, selon le sous-type du VIH. Après le diagnostic du SIDA, si le traitement n’est pas disponible, la survie se situe entre 6 et 19 mois,.
ART et la prévention appropriée des maladies opportunistes réduisent le taux de mortalité de 80 %, et élèvent l’espérance de vie d’un jeune adulte nouvellement diagnostiqué à 20–50 ans,,. Cette espérance est comprise entre deux tiers et presque celle de la population générale,.
Si le traitement commence tard dans l’infection, le pronostic n’est pas aussi bon : par exemple, si le traitement commence après le diagnostic du SIDA, l’espérance de vie est d’environ 10–40 ans,.
La moitié des nourrissons nés avec le VIH meurent avant l’âge de deux ans sans traitement,.
| pas de données ≤ 10 10–25 25–50 50–100 | 100–500 500–1000 1,000–2,500 2,500–5,000 5,000–7500 | 7,500–10,000 10,000–50,000 ≥ 50,000 |

Espérance de vie corrigée de l'incapacité pour le VIH et le SIDA pour 100 000 habitants en 2004:
pas de données
≤ 10
10–25
25–50
50–100
100–500
500–1000
1,000–2,500
2,500–5,000
5,000–7500
7,500–10,000
10,000–50,000
≥ 50,000

Les principales causes de décès liés au VIH/SIDA sont les Maladies opportunistes et le cancer, tous deux résultant fréquemment de l’échec progressif du système immunitaire,. Le risque de cancer semble augmenter dès que le compte des CD4 est inférieur à 500/μL. Le taux de progression clinique de la maladie varie considérablement entre les individus et s’avère être affecté par divers facteurs tels que la susceptibilité et la fonction immunitaire d’une personne, leur accès aux soins de santé, la présence de co-infections,, ainsi que la souche (ou les souches) particulière(s) du virus impliquée(s),.
La co-infection par tuberculose est l’une des principales causes de morbidité et de mortalité chez les personnes atteintes du VIH/SIDA, présente chez un tiers de toutes les personnes infectées par le VIH et responsable de 25 % des décès liés au VIH. Le VIH est également l’un des facteurs de risque les plus importants pour la tuberculose. La hépatite C est une autre co-infection très courante dans laquelle chaque maladie favorise la progression de l’autre. Les deux cancers les plus courants associés au VIH/SIDA sont le sarcome de Kaposi et le lymphome non hodgkinien lié au SIDA. D’autres cancers plus fréquents incluent le cancer de l'anus, le lymphome de Burkitt, le lymphome primaire du système nerveux central et le cancer du col de l’utérus,.
Même avec un traitement antirétroviral, à long terme, les personnes infectées par le VIH peuvent présenter des troubles neurocognitifs, ostéoporose, neuropathie périphérique, des cancers,, néphropathie et maladie cardiovasculaire. Certaines conditions, telles que la lipodystrophie, peuvent être causées à la fois par le VIH et par son traitement.

## Prévention

Un panneau routier avertit de l'infection par le SIDA : « Le sida tue. Ensemble stoppons le sida. » (route de Bamako pour Ségou, au Mali, en 1996).

Les divers modes de transmission du VIH sont désormais parfaitement connus. Il n'existe, à ce jour[Quand ?], aucune vaccination efficace contre le sida. La prévention est donc fondamentale et le préservatif reste actuellement le meilleur moyen.
Malgré la large diffusion d'informations sur la maladie et la prévention, certaines personnes ont néanmoins des comportements à risque (voir article prise de risque du sida), ce qui nécessite des actions de prévention. Plusieurs enquêtes épidémiologiques ont mis en évidence un relâchement des comportements de prévention dans les pays occidentaux, tout particulièrement dans le cadre de la transmission sexuelle du VIH, alors que la transmission du VIH chez les usagers de drogues intraveineuses a nettement diminué et que la transmission par transfusion est devenue pratiquement nulle en Europe.

## Transmission
| Transfusion sanguine                                                                              | 90%                                                         |
| Accouchement (à l'enfant)                                                                         | 25 % sans traitement ; 1–2 % avec traitement antirétroviral |
| Usage de drogues par injection avec partage d'aiguilles                                           | 0,67 %                                                      |
| Piqûre accidentelle par aiguille                                                                  | 0,30 %                                                      |
| Rapport anal réceptif*                                                                            | 0,04–3,0 %                                                  |
| Rapport anal insertif*                                                                            | 0,03 %                                                      |
| Rapport pénéo-vaginal réceptif*                                                                   | 0,05–0,30 %,                                                |
| Rapport pénéo-vaginal insertif*                                                                   | 0,01–0,38 %,                                                |
| Rapport oral réceptif*§                                                                           | 0–0,04 %                                                    |
| Rapport oral insertif*§                                                                           | 0–0,005 %                                                   |
| * en supposant l'absence de préservatif § la source se réfère à un rapport oral entre deux hommes |                                                             |

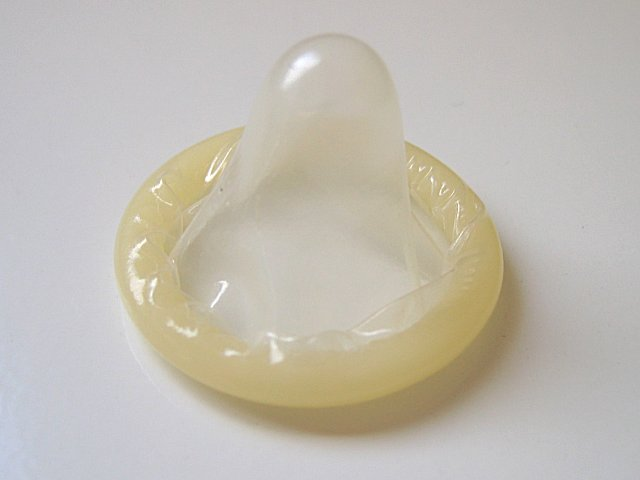
Préservatif externe.

Les rapports réceptifs sont plutôt plus à risque que les rapports insertifs, les rapports anaux que les rapports vaginaux, et les rapports anaux réceptifs sont ceux qui comportent le risque de transmission le plus élevé. Selon le ministère de la Santé français, la probabilité de transmission par acte varie de :
- 0,5 % à 3 % dans le cas de rapport anal réceptif
- 0,01 % à 0,185 % dans le cas de rapport anal insertif
- 0,03 % à 0,07 % dans le cas de rapport vaginal réceptif
- 0,02 % à 0,05 % dans le cas de rapport vaginal insertif

Ces quatre types de rapports sont classés à haut risque dans le document cité en référence, alors que les rapports oraux réceptifs ou insertifs avec ou sans éjaculation sont tous classés à faible risque, mais sans estimation chiffrée du risque réel.
Les infections sexuellement transmissibles (IST) favorisent la transmission du virus VIH par les micro-ulcérations et l'inflammation qu'elles entraînent localement. Répondent à cette définition la syphilis, la gonococcie, la chlamydiose (CT), l’herpès virus (HSV), la papillomatose et la trichomonase. Être déjà séropositif pour le VIH ne protège pas d'une surinfection VIH par une nouvelle souche virale potentiellement plus virulente.
Les personnes séropositives au VIH ne souffrant d’aucune autre MST et suivant un traitement antirétroviral efficace, c'est-à-dire ayant une virémie indétectable depuis au moins six mois, ne risquent de transmettre le VIH par voie sexuelle que de façon négligeable, avec un risque inférieur à 1 sur 100 000.

### Préservatif masculin ou féminin
Lors d'une relation sexuelle, seuls les préservatifs, qu'ils soient masculins ou féminins, protègent du VIH et des principales infections sexuellement transmissibles. Ils doivent être utilisés lors de tout rapport sexuel avec pénétration (qu'elle soit vaginale, anale ou buccale), avec un partenaire séropositif ou dont le statut sérologique est inconnu.
La condition pour l'efficacité du préservatif masculin est qu'il soit utilisé correctement à chaque rapport. Les lubrifiants à base de corps gras, comme la vaseline, des pommades ou des crèmes, voire du beurre, doivent être proscrits, car ils fragilisent les préservatifs en latex et augmentent les risques de rupture. Il faut leur préférer des lubrifiants à base d'eau. Il est préférable d'utiliser un préservatif non lubrifié pour la fellation. Il est par ailleurs indispensable de vérifier sur la pochette du préservatif l'inscription de la date de péremption et d'une norme reconnue (CE-EN 600 pour l'Union européenne).
Le préservatif féminin représente une alternative au préservatif masculin. Il est en polyuréthane — ce qui autorise les lubrifiants à base de corps gras ou aqueux — avec un anneau externe et interne. Il se place à l'intérieur du vagin grâce à un anneau souple interne. Il peut être mis en place dans le vagin ou dans l'anus quelques heures avant un rapport sexuel, et n'a pas besoin d'être retiré tout de suite après le rapport, à l'inverse du préservatif masculin. Le principal obstacle à sa diffusion reste son coût élevé.
L'usage du préservatif permet une diminution du risque d'infection,,.

### Circoncision
Selon trois études du début des années 2000 aujourd'hui controversées, la circoncision permettrait de réduire la propagation du sida de 38 % à 66 % lors des rapports vaginaux pour le partenaire masculin dans les pays à haut risque de transmission. Pour autant, un éventuel bénéfice de la circoncision n'a pas pu etre vérifié lors d'études a très grandes échelles sur d'autres populations telles qu'au Canada, au Danemark. L'hypothèse de cette réduction des risques d'infections fut avancée dès 1986,, puis confirmée au cours des années 2000 par trois essais contrôlés randomisés,,, mais qui sont aujourd'hui questionnés sur la méthodologie, l'éthique, et les résultats obtenus. Fortes de ces résultats, en mars 2007, l’OMS et ONUSIDA ont indiqué que la circoncision médicale est une stratégie additionnelle dans la lutte contre l’épidémie de sida dans les zones qui connaissent une épidémie généralisée du virus (prévalence supérieure à 3 %) et où sa transmission est essentiellement hétérosexuelle.

### Contamination sanguine

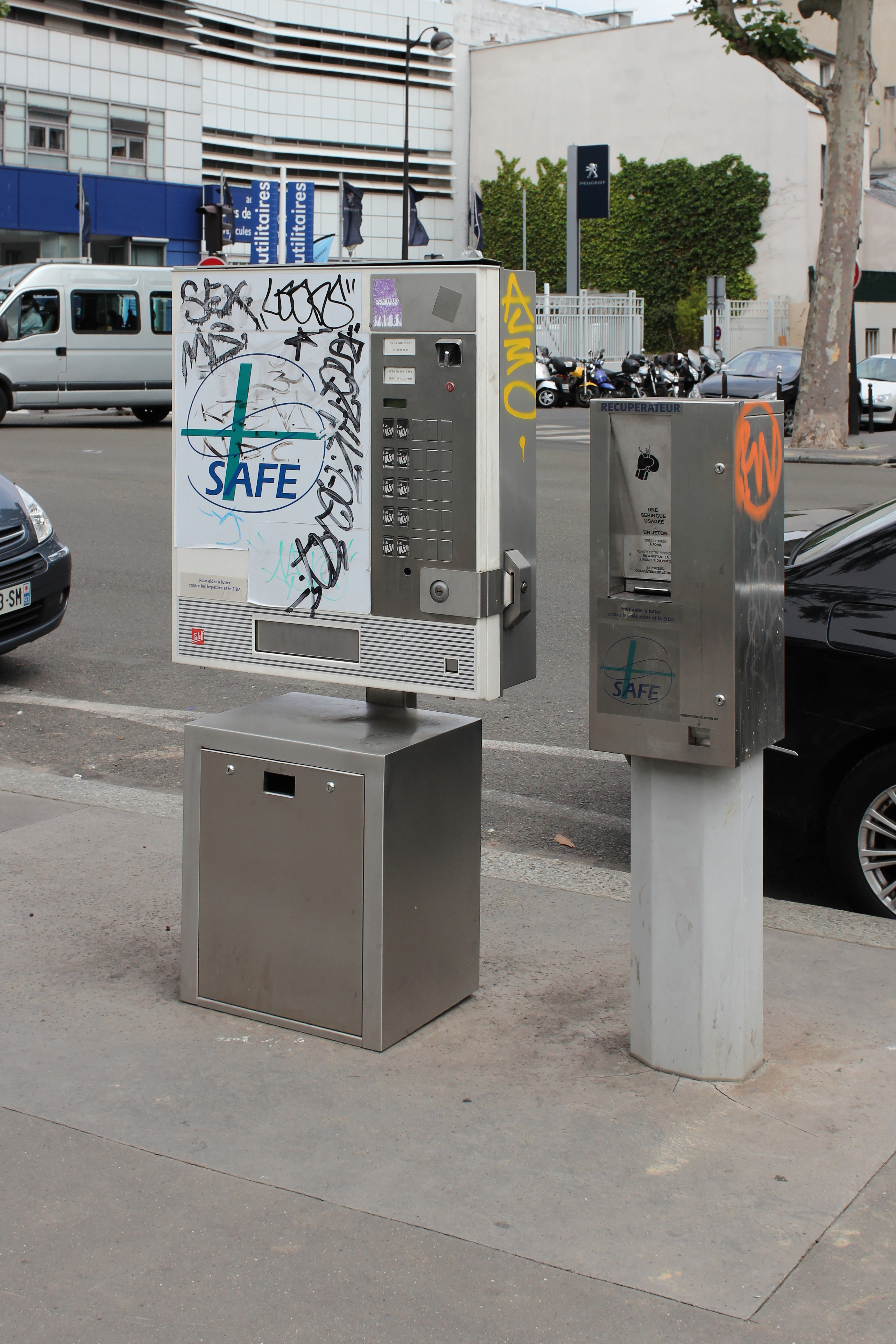
Automate d'échange de seringues à Paris.

L'usage de drogue peut permettre la contamination par le partage de seringues par exemple, avec au moins une personne infectée, mais de plus certaines drogues peuvent avoir en elles-mêmes une action nocive sur le système immunitaire ; le risque pour la santé peut donc être double. Là encore, certains prônent l'abstinence, tandis que d'autres, jugeant cette position peu réaliste, préfèrent mettre à la disposition des toxicomanes un matériel stérile ou des traitements de substitution.
Les drogues comme la cocaïne, l'héroïne, le cannabis, , etc., sont des corps toxiques étrangers. Elles provoquent donc une réponse immunitaire plus ou moins aiguë, dépendant de la nature de la substance, de sa concentration et de la fréquence à laquelle elle est consommée. Par exemple le THC présenterait en particulier des effets immunosuppresseurs sur les macrophages, les cellules NK et les lymphocytes T. L'ecstasy a également des effets néfastes sur les cellules CD4+ du système immunitaire.
Le partage et la réutilisation de seringues usagées et souillées par du sang contaminé constituent un risque majeur de contamination par le VIH, mais aussi par les virus des hépatites B et C. En France, des mesures de réduction des risques sanitaires ont été mises en place : vente libre de seringues (depuis 1987), trousses de prévention contenant le matériel nécessaire pour réaliser une injection à moindre risque, mise en place d'automates de distribution et de récupérateurs de seringues, offre de traitements de substitution par voie orale.
Le risque d'infection par le virus du sida peut être augmenté lorsque la personne à l'origine de la contamination est porteur du VIH et d'un virus de l'hépatite (A, B ou C)[réf. nécessaire]. Dans ce cas très particulier, la surinfection simultanée est même à envisager (voir test VIH).
Pour prévenir ces contaminations, il est essentiel de ne pas partager le matériel d'injection ou d'inhalation (seringues, cotons, cuillères et cupules, eau de dilution de la drogue, mais aussi pailles et pipes à crack, surtout si elles sont ébréchées). Le matériel d'injection doit être à usage unique.
L'efficacité de ces mesures reste toutefois controversée. Une étude datant de 1997 indique qu'à Montréal, ceux qui participaient aux programmes « seringues stérilisées » auraient eu un taux de transmission plus élevé que ceux qui n'y participaient pas. Des associations de lutte contre la drogue reprochent à ces mesures de rendre la toxicomanie plus accessible et de ne pas insister suffisamment sur les possibilités de désintoxication. À leur avis, résoudre le problème de la drogue éliminerait l'un des modes de transmission du sida.

### Prévention par l'éducation
L’éducation contribue à l’acquisition de connaissances et de compétences personnelles qui sont essentielles pour prévenir le VIH. Dans les pays où il existe une épidémie généralisée de VIH, le secteur de l’éducation participe également à l’atténuation des effets du SIDA sur les élèves, le personnel éducatif, leurs familles et leurs communautés. Il est important de suivre et d’évaluer le rôle de l’éducation face à l’épidémie de VIH afin que les pays améliorent la qualité de leurs politiques et de leurs programmes en milieu scolaire.
L’instrument des politiques et des engagements nationaux, ainsi que les enquêtes de population sont, respectivement, des outils de mesure et des sources de données pour surveiller les aspects de la réponse du secteur de l’éducation au VIH et au SIDA qui ne peuvent être évalués via le SIGE ou des enquêtes en milieu scolaire. Par exemple, les bureaux nationaux de statistique sont généralement responsables des données démographiques.

### Traitement préventif
Un agent rétroviral, le ténofovir (l'emtricitabine/ténofovir) est la seule molécule utilisable à titre préventif. Déjà prescrite aux personnes séropositives dans le cadre d'une thérapie médicamenteuse, elle est également proposée pour les personnes particulièrement exposées au virus, comme les homosexuels séronégatifs n'utilisant pas le préservatif et ayant des partenaires multiples, ou encore pour les couples dits "sérodiscordants" (une personne séronégative et une personne séropositive sous traitement). Cet agent est autorisé en France et aux États-Unis pour la prévention du risque, même s'il est indiqué de continuer l'utilisation du préservatif. Les études menées aux États-Unis, notamment, indiquent des taux d'efficacité variant entre 50 et 100% selon les posologies.
Depuis 2016, l'OMS recommande le Traitement Anti Rétroviral (TAR) pour les individus non infectés par le VIH mais exposés à un risque plus élevé de contamination, par exemple ans les couples sérodiscordants (un partenaire infecté et l’autre non), les consommateurs de drogues par injection, etc. Ceci permet de limiter, mais pas de supprimer, les risques de contamination sans usage de préservatif sous certaines conditions : les partenaires s'engagent sur la fidélité, le séropositif doit avoir une charge virale indétectable depuis au moins 6 mois et ne jamais manquer de prise de médicament selon les conseils du médecin. Dans ces conditions, le risque de contamination reste présent, à hauteur de 4 %,. Ces conditions sont définies par le Conseil Supérieur de la Santé de Belgique dans le cadre d'un Plan VIH 2014-2019. Ce concept doit faire partie d'une prévention globale intégrée (prévention primaire, dépistage et prise en charge) qui fait intervenir le traitement comme outil de prévention. L'utilisation du préservatif et du lubrifiant, la distribution de seringues stériles et l'éducation à la sexualité et à la prévention des infections sexuellement transmissibles restent néanmoins les éléments clés de la prévention pour tous les groupes à risques (les hommes qui ont des relations sexuelles avec des hommes, les personnes migrantes, personnes vivant avec le VIH, adolescents, travailleurs du sexe, personnes qui s’injectent des drogues et détenus).

### Autre
La position de l'Église catholique sur la question met en exergue l'importance d'une sexualité ordonnée pour lutter contre le sida. La contraception, toujours identifiée comme empêchant de vivre l'acte sexuel dans toutes ses dimensions, n'est pas considérée comme une solution « véritable et morale ». Cependant, la contraception peut être parfois tolérée selon le principe de gradualité.

## Histoire

### Reconnaissance d'une épidémie

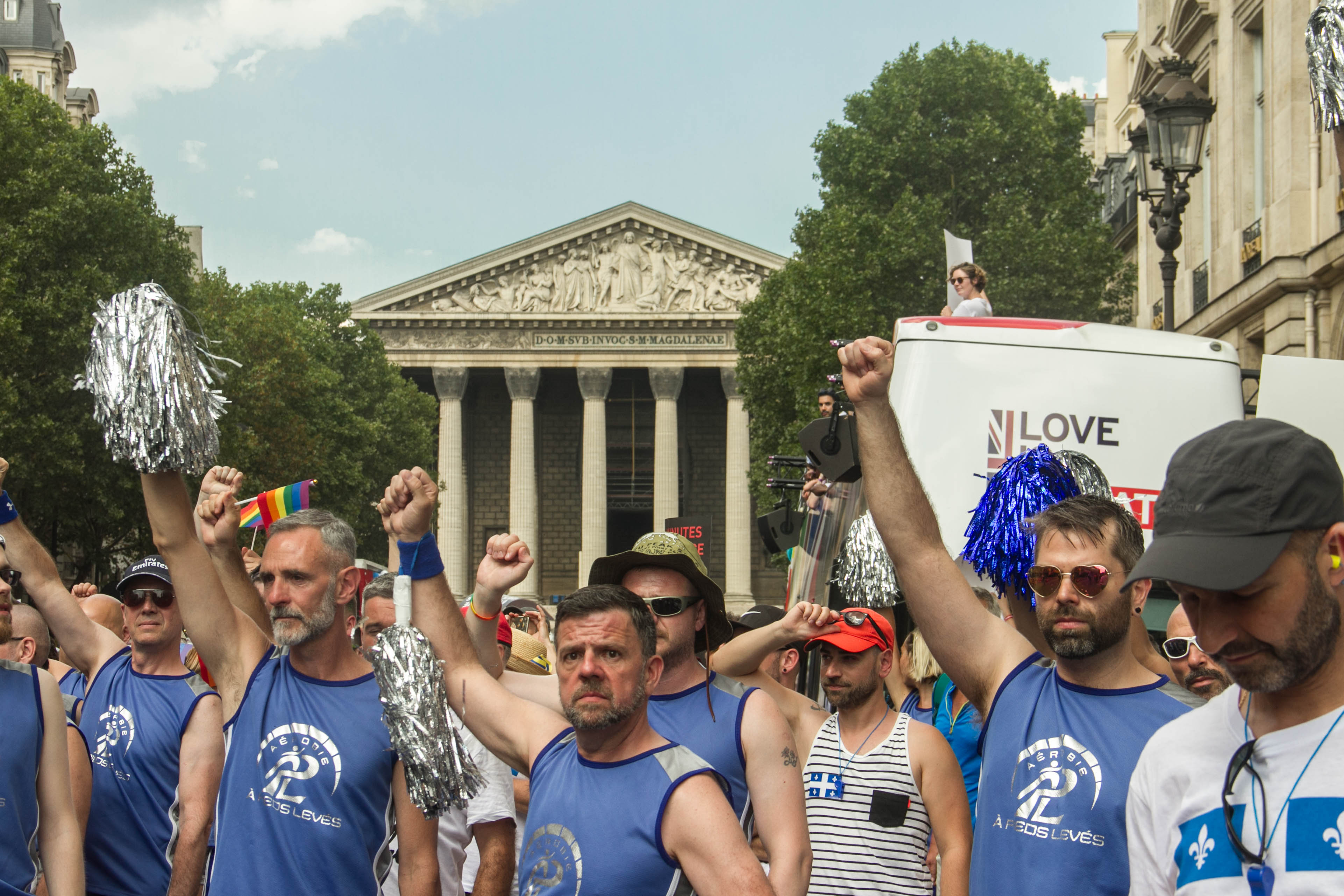
Trois minutes de silence en hommage aux personnes mortes du sida lors de la marche des fiertés de Paris 2018

Les premiers signes de l'épidémie remontent à la fin des années 1970, lorsque des médecins de New York et de San Francisco, à l'instar de Linda Laubenstein ou Paul Volberding, s'aperçoivent que beaucoup de leurs patients homosexuels souffrent d'asthénie, de perte de poids et parfois même de forme rare et atypique de cancer (comme le sarcome de Kaposi). L'existence d'un problème sanitaire est avérée en juillet 1981 lorsque le Centre pour le contrôle et la prévention des maladies (CDC) d'Atlanta relève une fréquence anormalement élevée de sarcomes de Kaposi, en particulier chez des patients homosexuels,. La maladie est d'abord connue sous le nom de « gay pneumonia » ou « gay cancer », GRID (Gay-Related Immune Deficiency) ou encore gay compromise syndrome aux États-Unis. Ces diverses appellations s'avérèrent inappropriées dès que s'affirma l'universalité de la maladie : à l'été 1982, débuta aux États-Unis l'usage du sigle AIDS, qui signifia d'abord Acquired Immune Deficiency Syndrome puis Acquired Immunodeficiency Syndrome. Le terme AIDS avec la notion d’Acquired (acquis) sont réputés être donnés par le chercheur Bruce Voeller, mort lui-même d'une complication liée à cette maladie.
À la fin de 1981, le Bureau d'épidémiologie du Ministère de la santé nationale et du bien-être social du Canada demandait au Bureau de la traduction du gouvernement canadien l'équivalent français du terme « acquired immune deficiency syndrome » ou « AIDS ». Ces deux appellations apparaissaient dans un communiqué diffusé par le Center for Disease Control (CDC) d'Atlanta, aux États-Unis. Or, conformément à la Politique sur les langues officielles en vigueur au Canada, tout bulletin émis par un ministère fédéral devait être diffusé simultanément en anglais et en français. Le Bureau d'épidémiologie devait donc absolument trouver le terme correct pour décrire cette réalité en français. À l'époque, aucun ouvrage médical francophone ne traitait de ce syndrome, exception faite d’un rapport qui faisait mention des travaux de Luc Montagnier de l'Institut Pasteur, en France, où il était question d’« immuno-dépression acquise » et de « déficience immunitaire acquise ».
L’experte du Bureau de la traduction en matière de terminologie médicale, Sylvie DuPont établit avec son interlocuteur du ministère de la Santé qu'il s'agissait toutefois d'un syndrome, c'est-à-dire d'un ensemble de symptômes constituant une entité clinique. Le Ministère de la santé souhaitait également trouver un sigle, de préférence aussi simple à l'usage que le « AIDS » anglais. En manipulant les composantes du syntagme, elle proposa différents équivalents, dont « syndrome d'immunodéficience acquise » qui pouvait être abrégé en l'acronyme « sida ». Au fil des ans, ce terme est passé dans l'usage et a subi une dernière transformation : depuis la fin des années 1980 on utilise la graphie « sida » plutôt que « SIDA »,,, d'autant que le terme est devenu un nom commun dans les dictionnaires de français Petit Larousse et Petit Robert.
Pour désigner la personne atteinte de sida, le terme « sidatique » avait été proposé, conformément aux règles de dérivation néologique et à l'exemple du terme « trauma » qui donne traumatique, traumatisé, traumatisant, traumatologie, etc. Toutefois, ce terme a été malencontreusement utilisé dans un but discriminatoire par Jean-Marie Le Pen, en 1987, et le terme ainsi connoté n'a plus été employé. La ministre française de la santé de l'époque, Barzach, avait donc commencé à utiliser le terme « sidéen » lors des conférences de presse[réf. souhaitée]. Puisque la presse écrite française jouit d'une plus grande diffusion à l'échelle internationale, c'est ce terme qui est progressivement entré dans l'usage[réf. nécessaire].
L'origine virale ne fut pas d'emblée évoquée, et l'hypothèse d'une intoxication par des produits comme les poppers (stimulants sexuels contenant du nitrite d'amyle) a pu être émise au début, car les six premiers malades en avaient tous été de gros consommateurs. De même, l'identification du virus responsable a été difficile, beaucoup de scientifiques parlant d’HTLV comme cause de l'épidémie. C'est à la même période que de nombreux transfusés sont contaminés par des lots de sang contenant le VIH. En quelques années, le virus va s'étendre pour finir par toucher toutes les couches de la population.
En janvier 1983, l'équipe du professeur Jean-Claude Chermann et Françoise Barré-Sinoussi qui travaille à l'Institut Pasteur sous la direction de Luc Montagnier, isole un virus étroitement associé au sida, ; à ce stade, cependant, le lien entre le LAV (Lymphadenopathy Associated Virus) et le sida n'est pas clairement établi par l'équipe de Luc Montagnier.
Le 23 avril 1984, une conférence de presse est organisée par le département de la Santé et des Services sociaux des États-Unis. À cette occasion, la secrétaire américaine à la Santé Margaret Heckler annonce d'abord que Robert Gallo et ses collaborateurs ont découvert l'agent causal du sida, un rétrovirus baptisé HTLV-III. Elle annonce ensuite que cette équipe est en mesure de produire le virus en masse. Enfin, elle annonce la prochaine distribution d'un test de diagnostic. En mai 1986, une commission de nomenclature virologique forge un sigle pour désigner le virus isolé : HIV (Human Immunodeficiency Virus), que les Français transcrivent en VIH. En juin 1986, sous le gouvernement Chirac, le sida devient une maladie à déclaration obligatoire. En décembre, les cas de sida avérés obtenant le statut de maladie de longue durée ouvrent droit à une prise en charge à 100 %.

#### Contestation du lien entre VIH et sida
Certaines personnes ou groupes ont remis en question le lien de causalité entre le VIH et le sida, voire nié l'existence du virus,. Le virologiste Peter Duesberg, dont les travaux ont depuis été contredits, soutient que le sida est causé par la consommation à long terme de drogues ou d'antirétroviraux.
- En Afrique du Sud ce point de vue a été repris pendant un temps par le gouvernement et, plus particulièrement, son président de l'époque, Thabo Mbeki. C'est pourquoi il a convoqué une conférence contradictoire entre les tenants de la position officielle et ceux soutenant des hypothèses alternatives, en demandant une réévaluation[135]. Il a également remis en cause l'innocuité de certains antirétroviraux, tels l'A.Z.T., et présenté la pauvreté comme origine du sida[136]. Malgré cela, l'Afrique du Sud a été un moteur dans le développement légal des génériques, en contournement de la position dominante des grands laboratoires occidentaux[137]. Malgré la réticence du gouvernement à fournir des médicaments aux séropositifs au VIH et sous la pression intérieure et internationale, les fonds consacrés à la lutte contre le sida n'ont cessé d'augmenter, atteignant leur point d'orgue aux campagnes nationales de traitement gratuit annoncées en 2003, mais peu développées depuis[136]. Les délais dans l'accès aux soins et aux traitements mais aussi dans la prévention sont ainsi imputés à ces attitudes controversées, même si de nombreux autres facteurs peuvent légitimement être invoqués pour expliquer que l'Afrique du Sud soit un des pays les plus touchés par le sida.
- En Chine, la province du Henan a été contaminée massivement dans les années 1990 par des collectes de sang et de dérivés sanguins effectuées selon un protocole dangereux (réutilisation de matériel usagé, mise en commun du sang collecté, etc.), et a également nié la réalité du sida, pour protéger les responsables. Dans les années 2000, le mal est identifié, mais les traitements ne suivent pas[138]. Selon une autre hypothèse, leur sida était l'effet des collectes de sang rémunérées trop fréquentes parmi une population très pauvre (et donc déjà mal nourrie), qui aurait causé son effondrement immunitaire[139].

En réaction à ces controverses, la Déclaration de Durban entend rappeler que les preuves que le sida est causé par le VIH sont claires, sans ambiguïté et conformes aux plus hauts standards de la science.

### Origine
Les VIH font partie d'un groupe de virus entraînant des maladies semblables au sida chez les primates, les virus de l'immunodéficience simienne (VIS). Les différents virus humains (VIH) sont le résultat de la transmission à l'Homme de différents virus au XXe siècle, notamment des VIS des chimpanzés (pour les VIH-1) et des mangabeys (probablement, pour les VIH-2). Bien que les VIS n'infectent habituellement pas l'Homme, certaines mutations, dont quelques-unes ont été identifiées, ont permis ces transmissions. Le mode exact de transmission n'est pas connu, mais il aurait pu s'agir, par exemple, d'une contamination par voie sanguine lors du découpage d'animaux infectés,.
Les études scientifiques suggèrent que VIH-1 est apparu dans le bassin du Congo dans les années 1920. À cette époque, le développement économique du Congo belge s'est accompagné d'un développement des liaisons ferroviaires et d'une forte croissance de la population de Kinshasa, ce qui pourrait avoir favorisé la propagation du virus. Le premier échantillon recensé du VIH fut recueilli en 1959 à Léopoldville (aujourd'hui Kinshasa), dans l'actuelle République démocratique du Congo. Parmi les premiers échantillons recueillis, le cas d'un Américain homosexuel en 1969 et d'un marin hétérosexuel norvégien en 1976.
Au début de l'épidémie, des recherches ont été entreprises pour déterminer le patient zéro qui aurait propagé le virus aux États-Unis. Pendant un temps les soupçons se sont portés sur Gaëtan Dugas, un steward canadien homosexuel qui est mort le 30 mars 1984,. Une étude fait remonter l'entrée du VIH aux États-Unis vers 1969.

### Pandémie
Dans les années 1980, le sida se transforme en une pandémie. Il y a eu, entre 1981 et 2006, environ 25 millions de morts dus aux maladies en rapport avec le sida. En 2007, l'épidémie semble marquer le pas, le nombre de séropositifs au VIH ayant sensiblement diminué de 38,6 millions en 2006 à 33,2 millions de personnes séropositives au VIH. L'ONUSIDA indique cependant que cette diminution provient d'une meilleure utilisation des outils statistiques, et met en garde contre un optimisme exagéré.
Les principales victimes sont actuellement les habitants des pays en voie de développement. Les raisons sont multiples et varient d'un pays à l'autre : tourisme sexuel pour l'Asie du Sud-Est, absence d'information de la population sur les facteurs de risque de transmission (notamment en Afrique subsaharienne), convictions religieuses interdisant l'utilisation des moyens de protection tels que le préservatif, refus de l'abstinence ou relations hors mariage, manque de moyens ou de volonté pour faire de la prévention et informer les populations (principalement en Afrique et en Asie), voire refus d'admettre les faits.[réf. nécessaire] En Chine, le marché du transfert de sang (connu comme l'"économie du plasma") contamine des millions de citoyens. Dans la province du Hunan, alors dirigée par Li Changchun, 1,3 million d'habitants ayant donnés leur sang de de mauvaises conditions sanitaires auraient été contaminé par le VIH.
Les séropositifs au VIH étrangers peuvent difficilement entrer dans plusieurs pays, comme la Russie. Aux États-Unis, l'interdiction a été levée par l'administration Obama en janvier 2010.

## Rôle des médias

### Impact positif sur la compréhension du sida

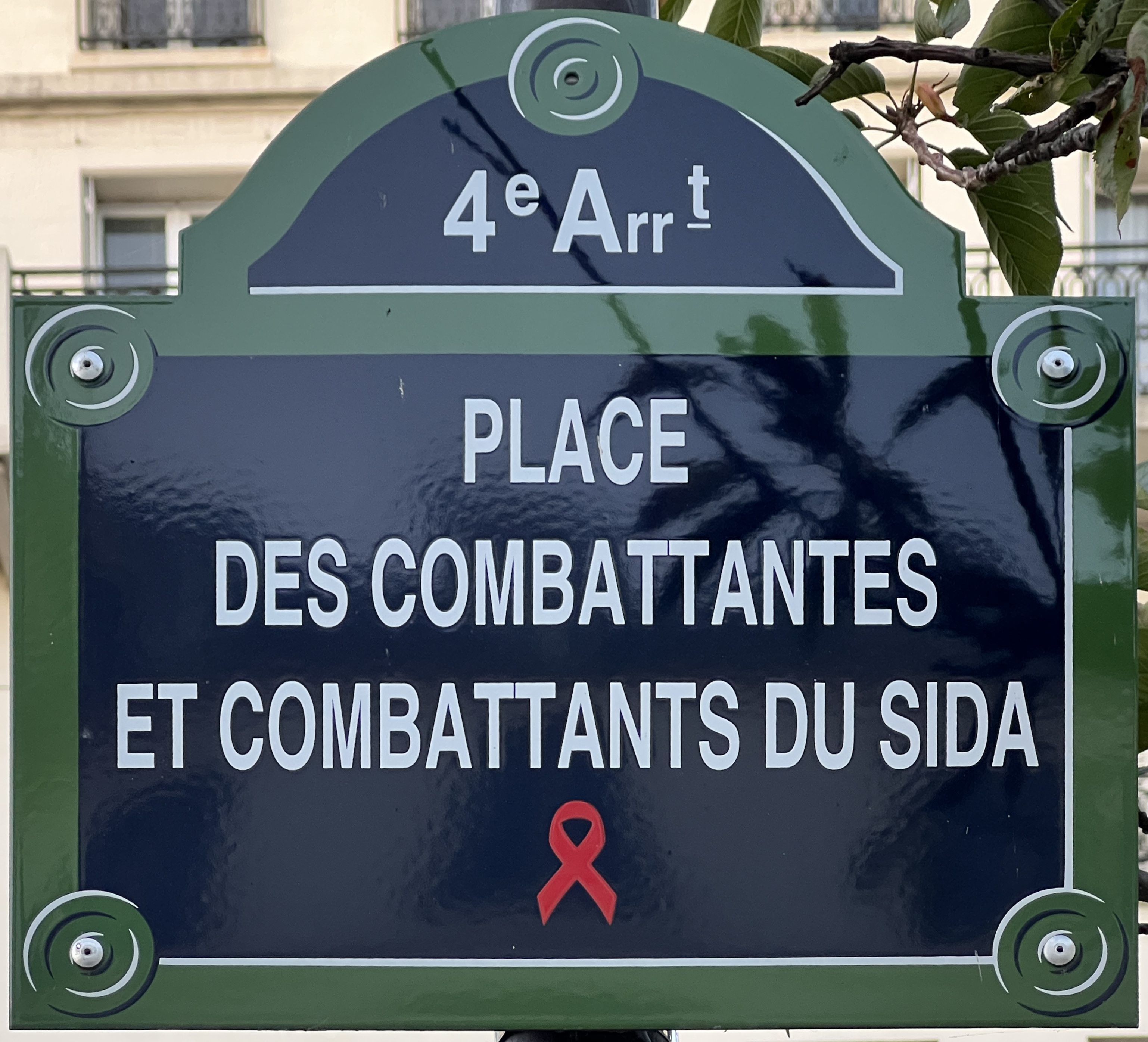
La place des Combattantes-et-Combattants-du-sida, à Paris.

Dès le début de l’épidémie, les médias font du sida l’un des sujets centraux de leur couverture. Ainsi, en France, dès 1986, les sources médiatiques deviennent un élément central de la prévention mise en place par l’État : publicité pour les préservatifs, campagne de prévention « le Sida, il ne passera pas par moi ». Cette campagne utilise une variété de médias, tels que la télévision, le minitel ou encore la radio, afin de toucher le plus grand nombre. Le message transmis est que la maladie ne faisant pas exception du genre, du sexe, de l’orientation sexuelle ou encore de la richesse, tout le monde peut être touché et ne doit être en aucun cas mis à l’écart.
Ces campagnes ont également l’objectif de lever des fonds, afin de venir en aide aux personnes touchées et trouver des solutions médicales pour contrer la maladie.
Les campagnes gouvernementales utilisent les médias les plus populaires comme la télévision et la radio, aux meilleures heures d’audience. Par exemple en Suisse, l’un des pays les plus touchés d’Europe, afin que la campagne nationale soit la plus utile possible, l’État recommande des messages permanents détenant des informations centrales à mentionner dans chaque intervention « l’usage de préservatif », « la fidélité » et la « non-entrée dans la toxicomanie ».

### Impact négatif sur la compréhension du sida
Toutefois, les médias participent également à la propagation d’informations erronées, au début de l’épidémie. Les moyens de transmission de la maladie étant peu connus au début des années 1980, certaines personnes n’étant pas issues de la communauté scientifique, mais plutôt de milieux religieux, comme des pasteurs, sont invitées à s’exprimer sur le sujet, ce qui engendre des croyances de transmission par contact physique ou par contact buccal[réf. nécessaire]. Ces informations ont pour conséquence la montée de la peur dans la société, mais aussi la stigmatisation des homosexuels, qui sont accusés d’être à l’origine de l’épidémie. Ainsi, la télévision américaine présente des médecins partager leur volonté d’isoler les homosexuels pour amoindrir l’épidémie[réf. nécessaire].
Un manque important de couverture médiatique est à noter dans les régions du tiers-monde, pourtant très touchées par le virus, alors qu’il est l’un des sujets dominants dans les médias occidentaux. L’Afrique subsaharienne reste la zone du globe la plus concernée (la probabilité pour un adulte d’y attraper le sida est alors 125 fois supérieure à celle des États-Unis). Même si certaines sources médiatiques internationales informent tout de même sur cette région, certains n’y voient qu’une volonté de renforcer les stéréotypes traditionnels associés à l’Afrique, donc d’un territoire instable économiquement et politiquement, déjà enclin à la famine et au non-respect des droits de l’homme. Cette situation a pu renforcer, en Occident, la compréhension de l’Afrique comme un continent incapable de s’autogouverner et de légitimer alors des politiques internationales controversées.

### Implication de célébrités
Elizabeth Taylor est la première star à s'impliquer dans la lutte contre le sida à la suite du choc que créa le décès de son ami Rock Hudson. Elle crée l'AmfAR en 1985. Son engagement a permis de récolter plus de 50 millions de dollars pour la recherche contre la maladie.
Lady Diana et Rock Hudson s’inscrivent comme des figures influentes de cette lutte.[réf. souhaitée]
Diana, la princesse de Galles, épouse du prince Charles, est issue d’un milieu aisé et respecté dans la conscience collective. À l’époque, la population, peu informée, craint que tout contact avec les sidéens engendre une contamination. Ainsi, en 1987, Lady Diana crée un émoi lorsqu’elle serre la main d’un homme atteint du sida, sans protection. En effet, en profitant de sa couverture médiatique, elle affaiblit la stigmatisation entourant les personnes contaminées, en prouvant qu’elles ne représentent pas un danger pour la santé publique par le toucher.[réf. souhaitée]
De plus, Rock Hudson, un acteur américain des années 1950 incarnant les bonnes valeurs traditionnelles américaines dans ses films avec ses rôles de séducteur, est également une figure importante ayant usé de sa notoriété artistique pour lutter contre la stigmatisation. En effet, cette vedette du cinéma, souhaite sensibiliser le public américain, alors qu’un climat hostile domine aux États-Unis envers les malades. En 1985, au moment où il dévoile être homosexuel et contaminé, le gouvernement américain est réticent envers l’immigration de personnes touchées par le sida, renforçant le phénomène de stigmatisation. Toutefois, les révélations chocs d’un homme représentant l’idéal du « gentlemen » aux États-Unis ébranlent le public et ont des répercussions significatives. L’acteur perturbe le stéréotype pré-construit que la société détient à cette époque voulant que les homosexuels sidéens représentent une menace ou une forme de « cancer gay ». Quelques mois après la mort d’Hudson, le gouvernement fédéral entreprend une réforme, finançant divers projets de recherche pour contrer la propagation du sida et pour développer un traitement.[réf. souhaitée]
Le 24 novembre 1991, Freddie Mercury meurt à l'âge de 45 ans un jour après avoir révélé au public qu'il était porteur du VIH et atteint du sida. Le 20 avril 1992 les membres restants de Queen organisent un concert et y invitent une pléiade d'artistes (David Bowie, Elton John, George Michael, Liza Minnelli, Guns N' Roses, Metallica, Robert Plant) à reprendre les tubes du groupe. L'argent récolté par le concert et par la vente des VHS et DVD est reversé à la Fondation Mercury qui lutte contre le sida.
En France, Line Renaud et Pierre Bergé créent Sidaction en 1994. L'écrivain Hervé Guibert est la première célébrité en France à parler de sa séropositivité dans les médias en 1990, et l'acteur-réalisateur Cyril Collard tourne le premier long-métrage où le protagoniste est séropositif avec Les Nuits Fauves en 1992.

### Victimisation des malades
Les personnes atteintes du sida et les associations qui les défendent comme Act Up sont plutôt mal vues par la population ignorante à l’endroit de la maladie. Afin de pallier cela, il est jugé nécessaire d’entretenir une image victimisante des sidéens dans les médias, pour susciter l’empathie et ainsi enclencher une campagne de prévention. Ce rôle est d’abord attribué aux gouvernements, puis des associations telles que Sidaction prennent le relais afin de soutenir les victimes et faire avancer la recherche. Les organismes et institutions ciblent ces groupes en fonction de leur culture, leurs origines, leurs risques, leurs comportements.
La sociologue Janine Barbot écrit : « La première forme d'engagement est construite sur une lecture politique de l'épidémie du sida en termes de rapports de domination et de luttes de pouvoirs. C'est la lecture d'Act Up. Pour cette association, le sida n'a pas frappé au hasard, mais touché des catégories spécifiques : homosexuels, toxicomanes, minorités ethniques, etc. Ces catégories sont « socialement définies » par des conduites qui s'écartent du « modèle dominant » ou des « normes morales majoritaires ».

## Œuvres et bibliographie

### Films
- Mauvais Sang de Leos Carax (1986)
- Clins d'œil sur un adieu de Bill Sherwood (1986)
- Encore de Paul Vecchiali (1988)
- Clair (Una Notte di Chiaro di Luna) Lina Wertmüller (1989)
- Common Threads: Stories from the Quilt de Rob Epstein et Jeffrey Friedman (1989)
- Un compagnon de longue date (Longtime companion) de Norman René (1990)
- Merci la vie de Bertrand Blier (1991)
- Les Nuits fauves de Cyril Collard (1992)
- Peter's Friends de Kenneth Branagh (1992)
- The Living End de Gregg Araki (1992)
- Silverlake Life: The View from Here (1993)
- Zero Patience de John Greyson (1993)
- Philadelphia de Jonathan Demme (1993)
- Blue de Derek Jarman (1993)
- Les Soldats de l'espérance (And the Band Played On) de Roger Spottiswoode (1993)
- N'oublie pas que tu vas mourir de Xavier Beauvois (1995)
- Kids de Larry Clark (1995)
- Trainspotting de Danny Boyle (1996)
- Mes dix-sept ans de Philippe Faucon (1996)
- Scénarios d'Afrique depuis 1997
- Anatomie d'un top model (1998)
- VildSpor de Simon Staho (en) (1998)
- Tout sur ma mère de Pedro Almodóvar (1999)
- Jeanne et le Garçon formidable (1998), Drôle de Félix (2000), Nés en 68 (2008) et Théo et Hugo dans le même bateau (2016) de Jacques Martineau et Olivier Ducastel.
- Dr Lucille Teasdale-Corti de Francine Allaire avec Marina Orsini (2000).
- Rent de Chris Columbus (adaptation de la comédie musicale écrite et composée par Jonathan Larson) (2005)
- Zatertag is voor doden de Lies Niezen et Lee-Ann Cotton (2006)
- Les Témoins d'André Téchiné (2007) sur une idée originale de Michel Canesi et Jamil Rahmani
- How to Survive a Plague de David France (2012)
- Dallas Buyers Club de Jean-Marc Vallée (2013)
- The Normal Heart de Ryan Murphy (2014)
- Les Drôles de poissons-chats de Claudia Sainte-Luce (2014)
- Pride de Matthew Warchus (2014)
- 120 Battements par minute de Robin Campillo (2017)
- Plaire, aimer et courir vite de Christophe Honoré (2018)
- Holding the Man de Neil Armfield (2015)

### Séries télévisées
- 21 Jump Street Saison 2 épisode 13 Dernier envol.
- Queer as folk.
- Angels in America de Mike Nichols, d'après Tony Kushner (2003)
- Kamisama mō sukoshi dake série de Takeuchi Hideki et Iwamoto Hitoshi (1998)
- Urgences.
- When We Rise : épisodes 3 et 4.
- Pose
- It's a Sin

### Bande dessinée
- Yann et Denis Bodart, Nicotine Goudron, 1989-90
- Derib, Jo, 1991[163]
- Rapi Zappeur Collectif - Isoëte, Toxico, sida and Co, 1994
- Tito, Le Prof, 1996
- Judd Winick, Pedro et moi, 2000
- Frederik Peeters, Pilules bleues, 2001

### Livres
- Dominique Fernandez, La gloire du Paria, 1987
- Jean Martin (dir.), Faire face au SIDA, Lausanne, Editions Favre, 1988.
- Jean Martin (réd. Édition langue française), Le SIDA en Suisse - L'épidémie, ses conséquences et les mesures prises, Berne, Office fédéral de la santé publique, 1989.
- Mirko Grmek, Histoire du sida : début et origine d'une pandémie actuelle, Paris, Payot, 1989 [rééditions : 1990, 1995, 2005]
- Cyril Collard, Les Nuits fauves, Paris, Flammarion (1989)
- Dominique Lapierre, Plus grands que l'amour, 1990
- Michel Bounan, Le Temps du sida, Paris, Éd. Allia (1990, 2004)
- Hervé Guibert, À l'ami qui ne m'a pas sauvé la vie (1990), le Protocole compassionnel (1991), l'Homme au chapeau rouge (1992), Cytomégalovirus : journal d'hospitalisation, 1992.
- Pascal de Duve, Cargo Vie, 1993
- Luc Montagnier, Des Virus et des Hommes, Paris, Éd. Odile Jacob, 1994
- Maxime Montel, Un mal imaginaire, Paris, Éd. de Minuit, 1994
- Barbara Samson, On n'est pas sérieux quand on a dix-sept ans, 1994
- Élisabeth Bourgois, La nouvelle peste, 1995
- Christophe Honoré, Tout contre Léo, 1996
- Guillaume Dustan Balland, Dans ma chambre (1996), Plus fort que moi (1998) P.O.L, Nicolas Pages (1999), Génie divin (2001) coll. « Le Rayon » [sur la pratique du barebacking]
- Érik Rémès, Je bande, donc je suis, Serial Fucker ; journal d'un barebacker Éditions Blanche, 1999, sur le barebacking
- Gudule, La vie à reculons, 1999
- Marie Borin, Le basculement du monde, Éditions L'Âge d'Homme, 2007.
- Jean-Michel Iribarren, L'Insecte, Paris, Le Seuil, 2000
- Jean-Luc Romero-Michel, Virus de vie, Paris, Florent Massot, 2002
- Jonathan Tropper, Le Livre de Joe, 2004
- Phil Marso, K'pote swing Édition Megacom-ik : la prévention du sida en langage SMS, 2005
- Étienne de Harven et Jean-Claude Roussez, Le sida, Paris, Dangles, 2005 - livre consacré à la contestation de la responsabilité du VIH dans la survenue du sida
- Michel Canesi et Jamil Rahmani, Le Syndrome de Lazare, 2006
- Laurence Lacour, Le Chant sacré Une histoire du sang contaminé. 1, Paris, Stock, 2008
- Pierre Guéry, HP 1999, 2009
- Alexandre Bergamini, Sang damné, Paris, Le Seuil 2011
- Jacques Leibowitch, Pour en finir avec le sida, Paris, Plon, 2011
- Anne Bouferguène, Un mal qui ne se dit pas, Paris, Robert Laffont, 2011
- Jérôme Soligny, Je suis mort il y a vingt-cinq ans, Éd. Naïve, 2011
- Jonathan Tropper, Le Livre de Joe, Éd. 10/18, 2011
- Françoise Barré-Sinoussi, Pour un monde sans sida : un combat partagé, Paris, Albin Michel, 2012
- John Irving, À moi seul bien des personnages (titre original : In one person) Paris, Le Seuil, 2013
- Olivier Maurel, Michel Bourrelly, Une histoire de la lutte contre le sida, Paris, Nouveau Monde Éditions, 2021, 714 p.  (ISBN 978-2-380-94174-6)
- Anthony Passeron, Les Enfants endormis, Editions Globe, 2022
- Marion Abbaléa, Une histoire mondiale du sida:1981-2025, Paris, CNRS Éditions, 2025, 322 p.  (ISBN 978-2-271-15178-0)

### Théâtre
- Larry Kramer, The Normal Heart, 1985 (adaptation française par Virginie de Clausade en 2021[164])
- Bengt Ahlfors et Yohan Bargum, Y a-t-il des tigres au Congo ?, 1986
- Jonathan Larson, Rent, 1996
- Éric-Emmanuel Schmitt, Le Bâillon, 1999

### Émissions de radio
- Les pandémies et la prévention sanitaire, avec Arnaud Fontanet. diffusé dans l'émission L'esprit public le 21 aout 2016 sur France-Culture.
- Sida, des vies en mémoire, un documentaire radiophonique de Maxime Grember diffusé sur RFI dans l'émission La marche du monde le 1er décembre 2023.

### Monuments
- Mémorial du SIDA de Francfort.

#### Le sida dans le monde
- Incidence économique du sida en Afrique subsaharienne
- Sida en Europe
- Sida en France
- Sida au Canada
- Sida aux États-Unis

#### Associations et organisations
- L'agence ONUSIDA (Organisation des Nations unies)
- Le Fonds mondial de lutte contre le sida, la tuberculose et le paludisme
- L'association AIDES
- Les associations Act Up-Paris et Act Up New York
- L'association Sidaction (France)
- L'association Sida Info Service (France)
- Le Kiosque infos sida toxicomanie (France)
- Solidarité sida (France)
- L'association Ruban rouge
- Le Centre régional d'information et de prévention du sida et pour la santé des jeunes (CRIPS)
- Les mouvements des malades
- L'association Libérons Les Capotes
- L'association Terrence Higgins Trust
- Martin Shkreli et le scandale du Daraprim

#### Radio
- [(fr) Les soignants au cœur des années sida, France Culture, Les Nuits de France Culture (page consultée le 7 janvier 2018)]